# Polyscias culminicola
Polyscias culminicola är en araliaväxtart som beskrevs av Albert Charles Smith. Polyscias culminicola ingår i släktet Polyscias och familjen Araliaceae. Inga underarter finns listade.